# Marcel van Eeden
Marcel van Eeden (Den Haag, 22 november 1965) is een Nederlands beeldend kunstenaar, wiens werk voornamelijk bestaat uit kleine tekeningen, meestal op liggend formaat in zwart-wit.
Van Eeden studeerde van 1989 tot 1993 aan de avondopleiding van de Koninklijke Academie van Beeldende Kunsten in Den Haag. Hij kreeg een aanmoedigingsprijs van de Haagse cultuurinstelling Stroom en maakte vanaf zijn afstuderen tot 1997 enkel tekeningen van negentien bij veertien centimeter, later van negentien bij achtentwintig centimeter. Deze tekeningen omvatten allerlei afbeeldingen, steevast van foto's en illustraties uit de periode vóór zijn geboorte (ca. 1900 - 1965).
Vanaf 2001 tot 2007 onderhield hij een 'tekenlog' waar hij dagelijks zijn werk publiceerde. Zelf ziet Van Eeden het werk als een doorlopende serie, waarbinnen verschillende (parallel-lopende) verhalen voorkomen, zoals de tekeningen over de botanicus K.M. Wiegand (die echt heeft bestaan), die zowel een fictieve kunstenaar wordt, als een societyfiguur, architect, schrijver, misdadiger, enz. Sinds 2012 maakt hij tekeningen op grotere formaten.
Van Eeden wordt geïnspireerd door de filosofen Arthur Schopenhauer en Emil Cioran. Zijn werk is op vele (internationale) tentoonstellingen te zien geweest, waaronder de Berlijn-Biënnale van 2006. Hij was jurylid voor de Prix de Rome in 2004, de Volkskrant Beeldende Kunst Prijs in 2006 en hij won de Ouborgprijs in 2013.
Een andere invloed op Van Eeden is de poëzie van Gerrit Achterberg. Hij wilde aanvankelijk zelf ook dichter worden, maar vanwege gebrek aan erkenning en het feit dat hij geen uitgever voor zijn werk vond, begon hij te schilderen en te tekenen. Hij woont en werkt in Den Haag, Karlsruhe en in Zürich. In 2021 werd hij rector van de Staatliche Akademie der Bildenden Künste Karlsruhe.